# 星野哲郎記念館
星野哲郎記念館（ほしのてつろうきねんかん、Hoshino Tetsuro Museum）は、山口県大島郡周防大島町にある、同町出身の作詞家・星野哲郎の作品・資料等を展示した博物館。
周防大島文化交流センター（宮本常一の資料を展示する施設）に隣接しており、周防大島町役場東和総合支所（旧東和町役場から移転）を併設して2007年7月26日に開館した。記念館の展示物の大半は星野哲郎個人の所有物で、管理運営は周防大島町が行っている。
鉄筋コンクリート造（一部鉄骨）平屋建の建物で、安芸灘に面して建っており、瀬戸内海に浮かぶ島々を望みながら、星野えん歌を聴くことのできる施設である。開館前日の7月25日は、北島三郎、都はるみ、水前寺清子、鳥羽一郎等、星野に縁のある人々が集まり開館記念式典を行った。

## 施設
主に「星野劇場」「星野工房」「星野歌酒場」「星野博品展」「星野映像館」の5つのブースで構成され、この他にも企画展示を行う回廊や、星野哲郎直筆の詩を壁面に紹介している「二行詞のこころ」、また、星野えん歌を全て聞くことの出来る「えん歌ボックス」等がある。この他にも館内には、ミュージアムショップがあり、記念館グッズ、周防大島町と関連のあるグッズや期間限定のグッズ等の販売も行っており、星野哲郎記念館のみで取り扱っているグッズが数多くある。
星野劇場
メインブース。星野作品の世界観を全身で体感できる映像ホール。円形で270度に拡がるワイド3mの5面マルチスクリーンになっており、“星野えん歌”をテーマにした映像とその歌による「音と光と影」を演出している。また、映像が流れていない時間は「100字レター」と題し、壁面に星野の親しい仲間達から星野哲郎に宛てたメッセージを鑑賞できるようになっている。
星野工房
星野哲郎の歩みを紹介するブース。主なヒット曲の歌詞とともに、作品が生まれた背景、エピソードや思い出の品を12のパネルにまとめ、今日までの足跡をたどっていく。中央部には、若き日の星野哲郎と仲間達が通いつめ、歌づくりのヒントを得た思い出の酒場、新宿“さくらい”をイメージ復元している。
星野歌酒場
カラオケを唄いながら、星野ワールドを体感するブース。周囲の壁面には、星野哲郎が提唱し、“えん歌起こしの街頭運動”として始まった「えん歌蚤の市」の関連品や星野哲郎のゆかりの品々を展示している。また、星野作品以外でも新譜も常に追加され唄えるようになっており、唄う楽しさを体感できる。
星野博品展（収蔵庫）
星野哲郎の半世紀を超える音楽活動を顕彰するブース。 紫綬褒章、勲三等瑞宝章、日本レコード大賞、日本作詩大賞など星野の受賞した賞状・トロフィーが展示されている。
星野映像館
映像で星野哲郎のひととなりに触れる映像館。「詞の旅路」は、星野哲郎の考え方、生き方、人柄などをテーマにした映像で“えん歌”への愛情、創作への情熱、根底にある優しさなどを浮き彫りにしていく。この他にも時期により、ゆかりのある映像や特別企画展示が行われている。

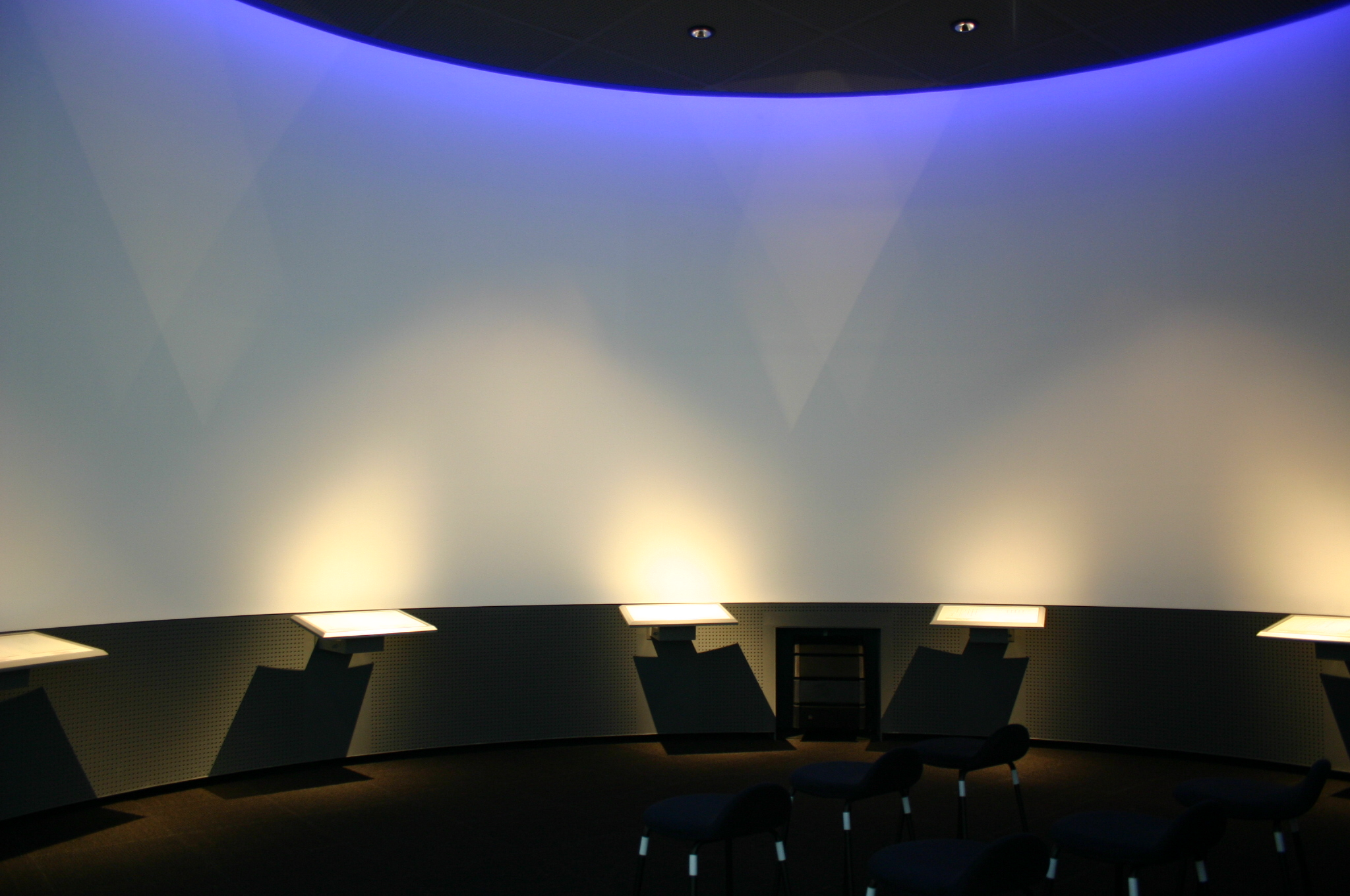
星野劇場
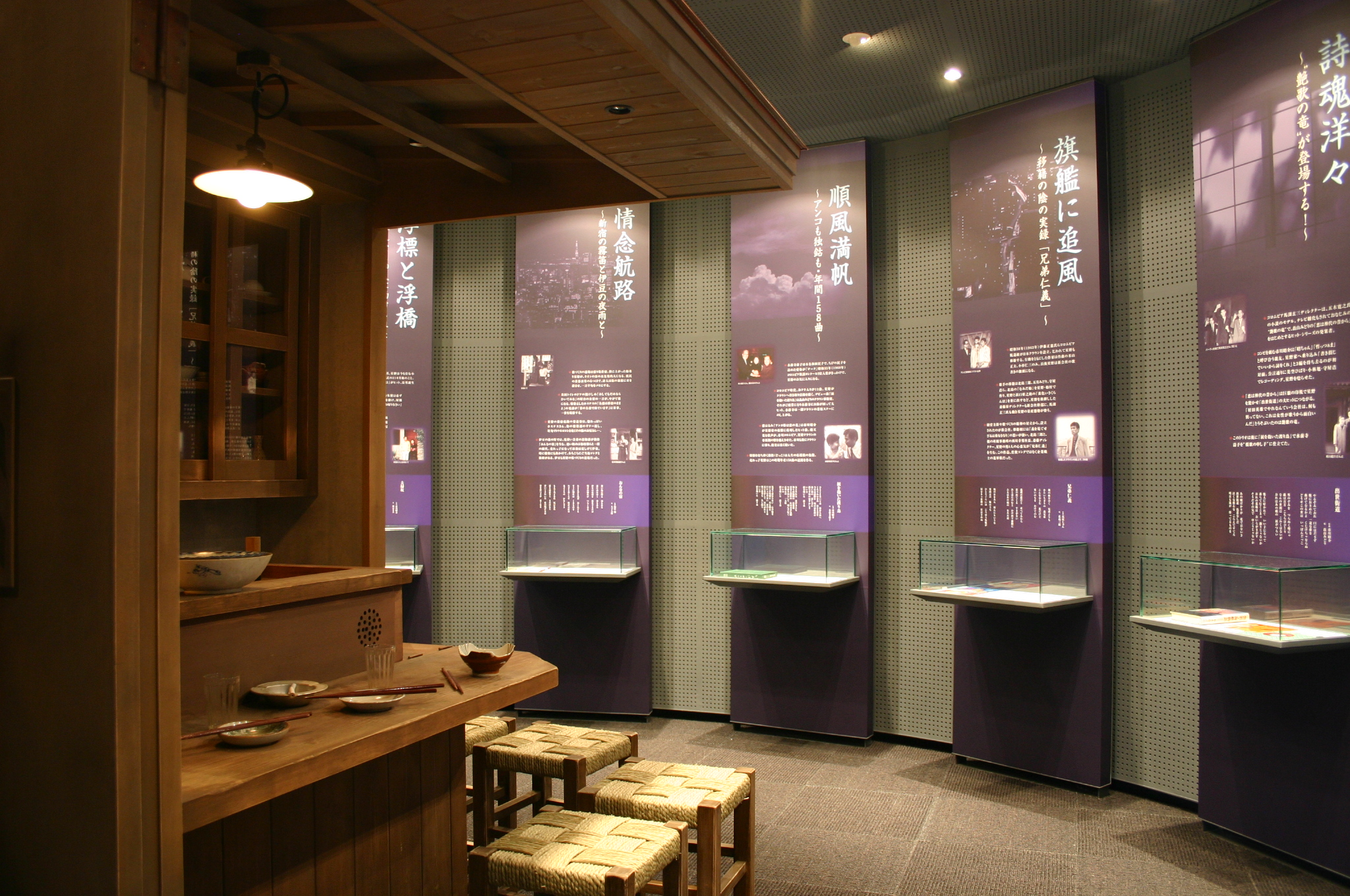
星野工房
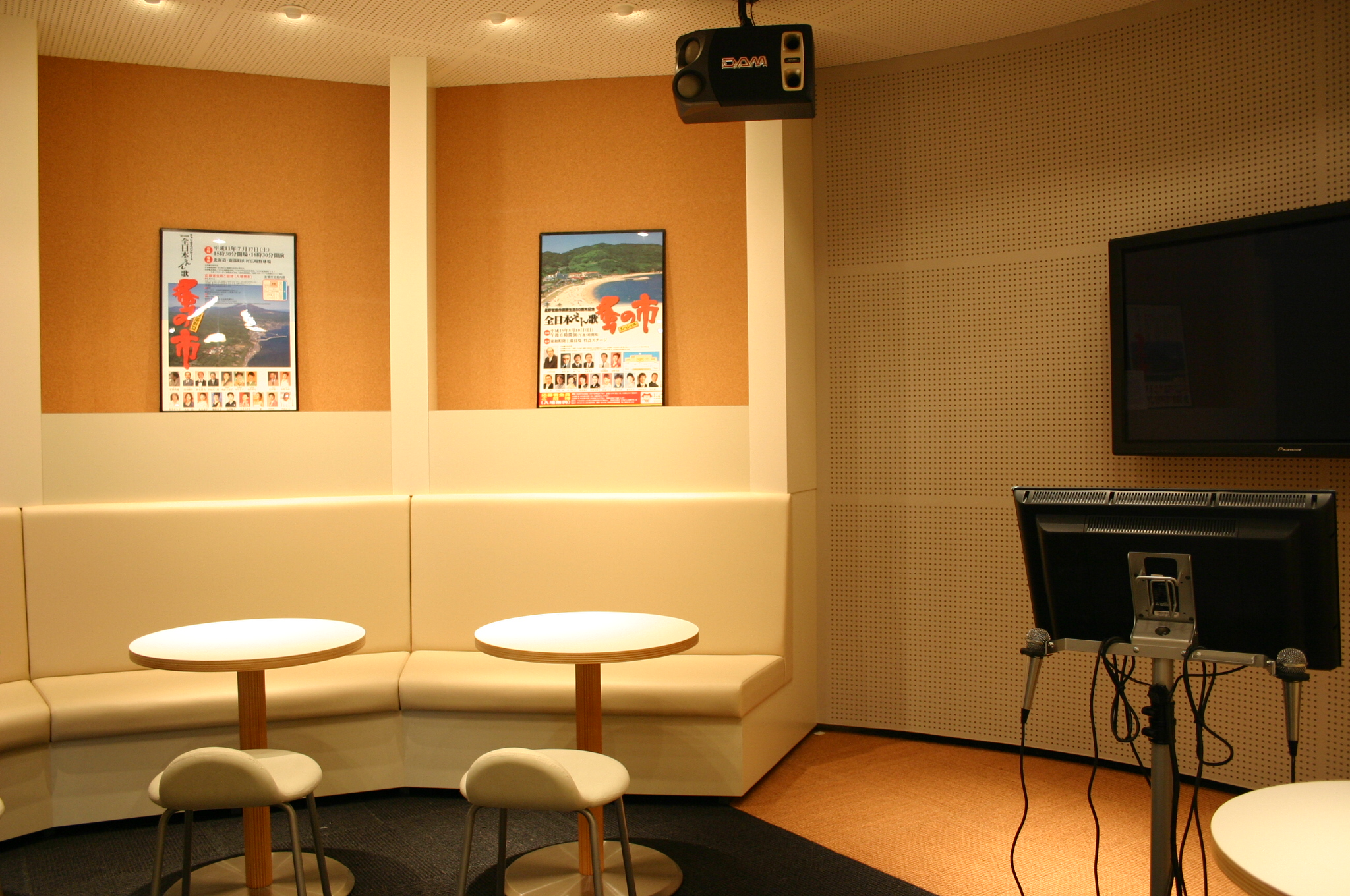
星野歌酒場
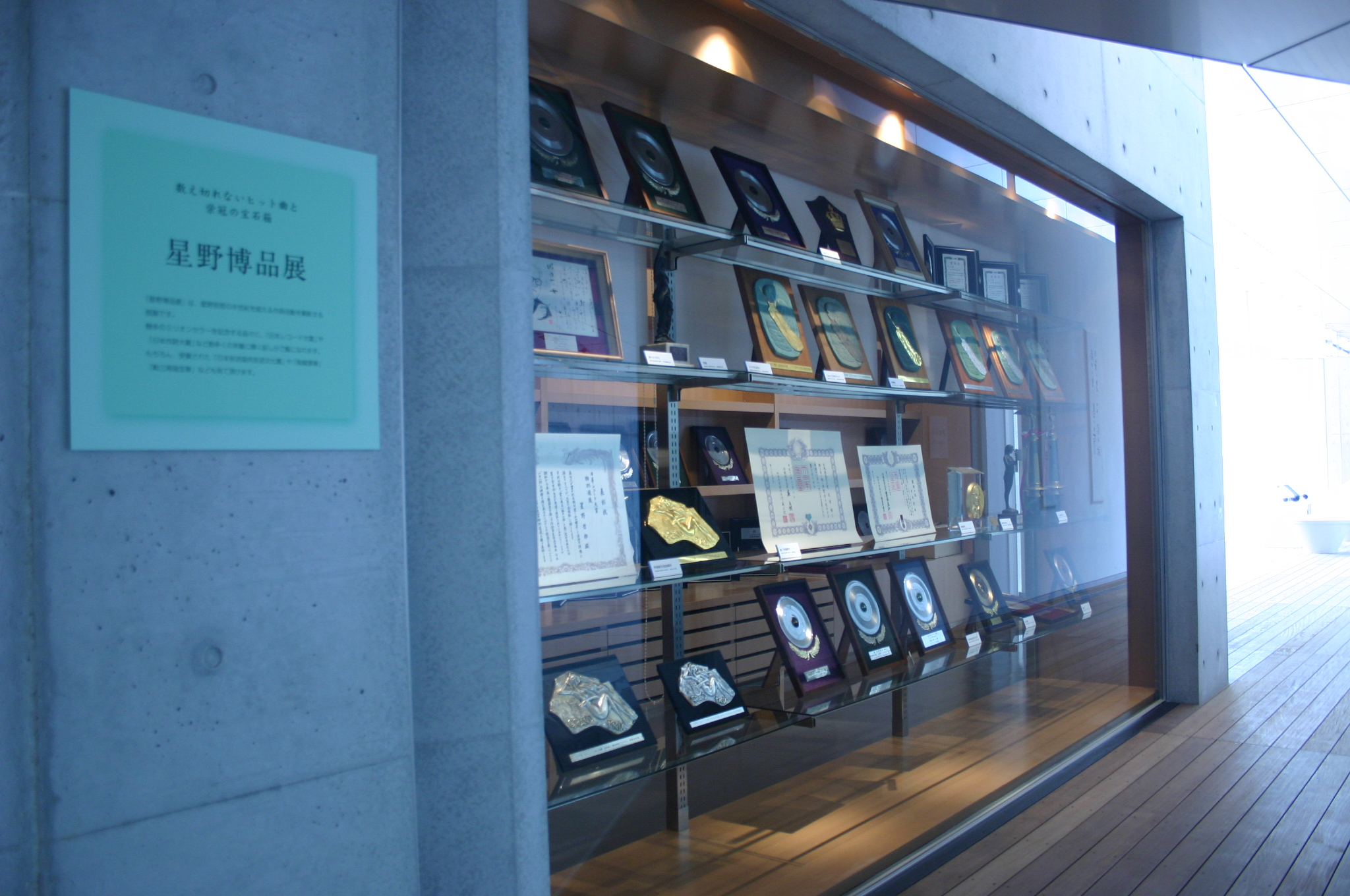
星野博品展
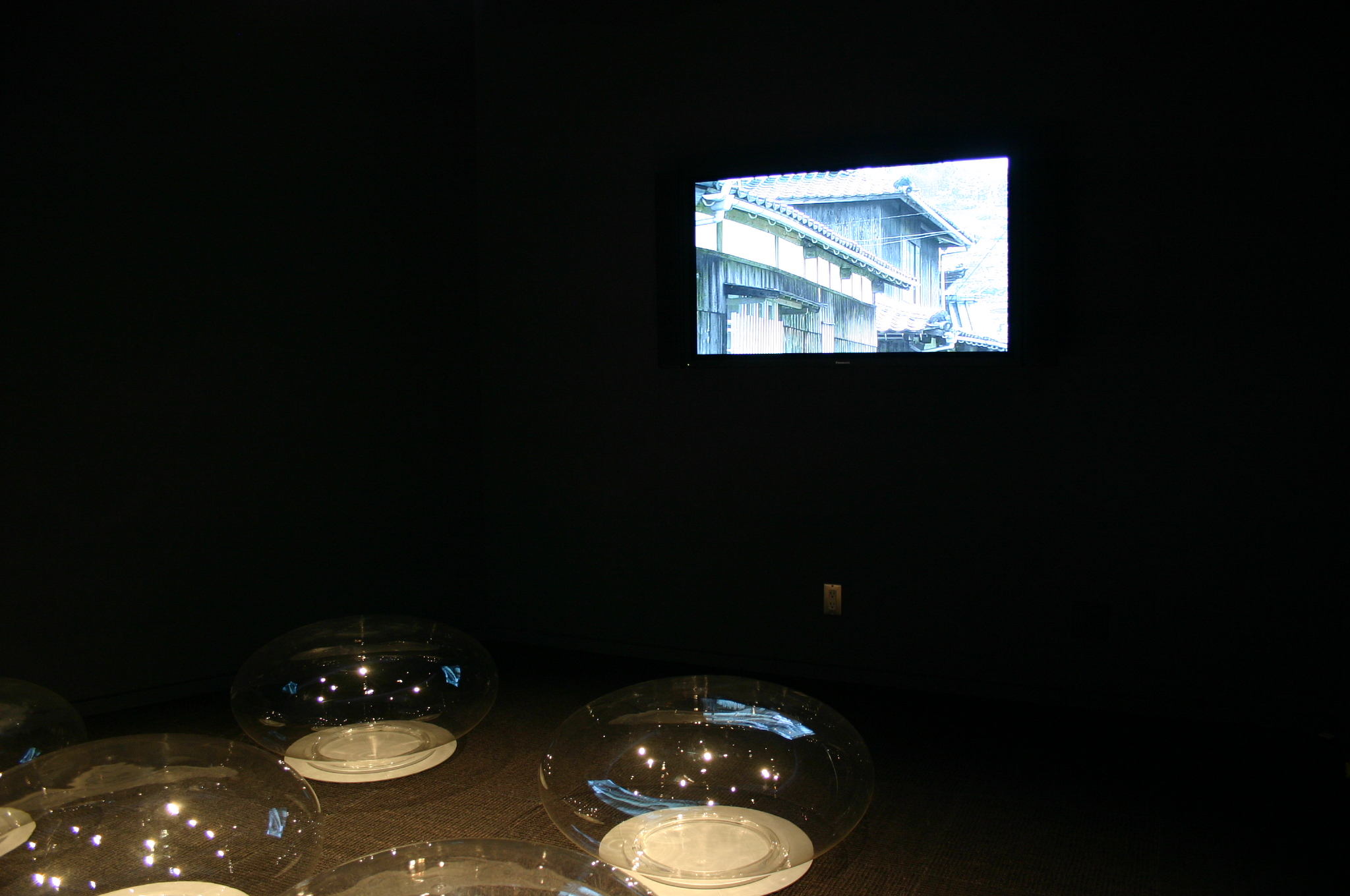
星野映像館

※館内は、撮影禁止

## 利用情報
- 開館時間 - 午前9時～午後5時まで（最終受付午後4時30分）
- 休館日 - 毎週水曜日（水曜日が祝日の時は、開館し、その翌日が休館日）
- 入館料 - 高校生以上:500円　中学生以下:300円　未就学者:無料　※障害者割引・団体割引有り。
  - 星野哲郎記念館チケットを提示すると、当日に限り周防大島文化交流センターの入館料割引が受けられる。

※屋外ステージ及び附属設備使用も出来る（有料）が、その場合は、事前に申請をし1週間前までにその許可を受けなければならない。
- 屋外ステージ使用料 - 3時間まで2,000円、以後1時間毎に1,000円。
- 附属設備使用料 - 音響設備:3時間まで5,000円、以後1時間毎に2,500円。電源:3時間まで500円、以後1時間毎に250円。

## 建築概要
- 敷地面積 - 7,693.34m2
- 施工年度 - 2006・2007年度（基本設計・地質調査:2004年度　実施設計:2005年度）
- 建築面積 - 923.78m2
- 延床面積 - 852.17m2（記念館:642.42m2　庁舎:141.71m2　消防車庫:68.04m2）
- 構造 - 鉄筋コンクリート造（一部鉄骨）平屋建
- 建主 - 周防大島町
- 設計
  - 建築 - 佐藤総合計画
  - 構造 - 梅沢建築構造研究所
  - 設備 - 佐藤総合計画
  - ランドスケープ - 鳳コンサルタント環境デザイン研究所
  - 監理 - 佐藤総合計画
- 施工
  - 建築 - 井森工業・白木産業特定建設企業体
  - 空調・衛星 - 大島電機
  - 電気 - 中電工
  - 展示 - 乃村工藝社
- 受賞
  - 建築 - 2010年度 日本建築家協会優秀建築100選（社団法人日本建築家協会）
  - 建築 - 2010年度 日事連建築賞 小規模建築部門 優秀賞（社団法人日本建築士事務所協会連合会）
  - 展示 - JCDデザインアワード2008 BEST100（社団法人日本商環境設計家協会）
  - 照明 - 2007年照明普及賞 優秀施設賞（社団法人照明学会）

## 交通アクセス
- JR西日本山陽本線大畠駅から防長交通バス周防平野行きで「周防平野」バス停から徒歩1分
- 柳井港・三津浜港より周防大島 松山フェリーにて伊保田港で下船後、バスまたはタクシー
- 大島大橋から国道437号経由で約23km、道の駅サザンセトとうわから約1km。

## 周辺情報
- 日本ハワイ移民資料館
- 屋代ダム
- グリーンステイながうら
- 竜崎温泉　潮風の湯
- 橘ウインドパーク
- 道の駅サザンセトとうわ
- 片添ヶ浜海水浴場（片添ヶ浜海浜公園）
- 片添ヶ浜温泉 遊湯ランド
- 周防大島文化交流センター
- 逗子ヶ浜海水浴場
- 陸奥記念館